# .sl
.sl es el dominio de nivel superior geográfico (ccTLD) para Sierra Leona.
Únicamente se encuentran registrados y en línea 580 sitios con éste dominio.